# District de Poonch
Le district de Poonch est l'une des plus petites subdivisions administratives du centre du territoire Azad Cachemire au Pakistan.
Son chef-lieu est la ville de Rawalakot.